# Operation Storm-333
Die Operation Storm-333 (russisch операция Шторм-333, ausgesprochen Schtorm) leitete die Invasion Afghanistans durch die Sowjetunion ein. Ziel der Operation war es, die politische und militärische Führung der Demokratischen Republik Afghanistan auszuschalten und die Hauptstadt Kabul zu besetzen, damit der sowjetkonforme Babrak Karmal als neuer Staatspräsident installiert werden konnte.
Die Operation wurde am 27. Dezember 1979 durchgeführt und führte zum Tod des afghanischen Präsidenten Hafizullah Amin.

## Vorgeschichte
Nach der Saurrevolution im April 1978 durch die Anführer der zuvor illegalen Khalq-Partei (Demokratischen Volkspartei Afghanistans, DVPA), begannen Nur Muhammad Taraki, Hafizullah Amin und Babrak Karmal das Land mittels einer Bodenreform und weiterer Maßnahmen zu einem sozialistischen Staat zu entwickeln. Insbesondere die Säkularisierung sowie die Vertreibung ehemals privilegierter Gruppen führten zu einem breiten Widerstand. Von 1978 bis 1979 gründeten sich rund 30 Mudschaheddin-Gruppen.
Von der zunehmenden Gewalt überfordert, versuchte Taraki, die Sowjetunion zu einem militärischen Eingreifen in den Konflikt zu bringen, was aber von Seiten der sowjetischen Staats- und Parteiführung abgelehnt wurde.
Um die politischen Ziele kam es auch innerhalb der DVPA zu Auseinandersetzungen. Mit der Ermordung Tarakis übernahm Hafizullah Amin im September 1979 die Macht und versuchte, den Widerstand niederzuschlagen. In der Folge eskalierte der Bürgerkrieg.
Die Sowjetunion reagierte zunächst nicht auf den blutigen Regierungswechsel in Kabul. Amin verhielt sich loyal zur Sowjetunion, konnte die wachsende Unruhe im Land aber nicht eindämmen. Von sowjetischer Seite wurde befürchtet, Amin könne sich schließlich den USA zuwenden und dort um Unterstützung bitten, was zu einer direkten Stationierung von Truppen der US-Streitkräfte an der Nordwestgrenze Afghanistans zur Sowjetunion hätte führen können. Das Politbüro beschloss daher am 11. Dezember 1979 die Liquidierung Amins und die Auflösung seiner Regierung. Amin sollte durch den Führer der rivalisierenden Parcham-Fraktion der DVPA Karmal ersetzt werden. Dieser war bereits vor der Entscheidung des Politbüros aus seinem tschechoslowakischen Exil heimlich nach Afghanistan gebracht worden.
Bereits zuvor war es zu Putschversuchen der afghanischen Armee gekommen. Daraufhin waren die ALFA des KGB sowie die 154. Unabhängige SpezNas-Abteilung bei der sowjetischen Botschaft in Kabul stationiert worden. Offiziell sollten sie den Präsidenten „beschützen“. Vermutlich wollte man die Operation ursprünglich lediglich mit diesen Kräften durchführen und entschied erst, nachdem dies von den Kommandeuren vor Ort für zu gefährlich befunden worden war, über den Einmarsch stärkerer sowjetischer Truppenverbände. Letzteres konnte mit den wiederholten Forderungen Amins zur Stationierung sowjetischer Truppen in Afghanistan begründet werden. Bedenken des Chefs des Generalstabs der Streitkräfte Nikolai Ogarkow und anderer hochrangiger Generäle, eine massive sowjetische Intervention könnte sich zu einem kostspieligen und imageschädlichen Fehlschlag entwickeln, wurden von Verteidigungsminister und Politbüromitglied Ustinow beiseitegewischt.
Dem KGB war es gelungen, einen ihrer Agenten als Koch in den Präsidentenpalast einzuschmuggeln. Dieser sollte versuchen, Hafizullah Amin, dessen Neffen Asadullah Amin und den Chef der Spionageabwehr Mohammed Yaqub zu vergiften. Dieser Plan schlug am 16. Dezember zunächst fehl. Nur Asadullah Amin wurde mit Vergiftungserscheinungen nach Moskau ausgeflogen. Auch Versuche, den Präsidenten bei dessen Autofahrten durch Scharfschützen auszuschalten, waren nicht erfolgreich.
Aufgrund der Ereignisse verlegte Amin seine Residenz in den besser zu bewachenden Tajbeg-Palast am Rande von Kabul.
Die Einheiten des KGB wurden ebenfalls in die Nähe des Palastes verlegt, da sie ja den offiziellen Auftrag hatten, den Präsidenten zu bewachen. Gleichzeitig spähten sie aber das Gelände aus, da die Sowjetunion zu diesem Zeitpunkt keine genauen Karten des Geländes um den Palast besaß.

## Verlauf
Am Nachmittag des 25. Dezember 1979 begann der Einmarsch von Einheiten der 40. Armee in Afghanistan. Die ursprünglich für diesen Tag angesetzte Operation gegen Amin wurde auf den 27. Dezember verschoben, um die Ankunft der 103. Luftlandedivision und weiterer Teile des 345. unabhängigen Luftlanderegiments auf dem Flughafen Kabul abzuwarten. Während der Luftverlegung kamen am ersten Tag der Invasion bei einem Absturz eines Militärtransportflugzeuges vom Typ Il-76 an einem Berg nahe Kanzak (nordöstlich von Kabul) der Pilot, 37 Fallschirmjäger und neun weitere Soldaten ums Leben.
Im Laufe des 27. Dezember fand ein Empfang in Amins Palast statt, an dem auch mehrere Minister und Mitglieder des Politbüros der DVPA teilnahmen. Amin äußerte sich enthusiastisch über den Einmarsch der sowjetischen Truppen und beabsichtigte, am gleichen Tag eine Fernsehansprache an die Nation zu richten. Das Essen war jedoch durch die sowjetischen Köche vergiftet worden und bald zeigten sich schwere Vergiftungsanzeichen bei den Anwesenden. Amins Leben wurde durch zwei herbeigerufene sowjetische Ärzte gerettet, von denen einer später bei der Erstürmung des Palastes starb. Einige von Amins Mitarbeitern und Familienmitgliedern starben aber an den Folgen der Vergiftung.
Kurz danach stürmten sowjetische Soldaten der 9. Kompanie des 345. Unabhängigen Fallschirmjäger-Regiments sowie die Einheiten der 154. Unabhängigen SpezNas-Abteilung die Umgebung des Palastes und töteten zunächst Amins Garde. Darauf drangen die Gruppen SENIT („Zenit“) und GROM („Donner“) der KGB-Einheit ALFA in den Palast ein und töteten Amin und einen seiner Söhne mit einer Handgranate.
In der Schlussphase von Operation Storm-333 wurde der kommandierende Offizier der eingesetzten KGB-Truppen, Oberst Grigori Iwanowitsch Bojarinow, durch Eigenbeschuss der sowjetischen Einsatzkräfte getötet.
Im Laufe des Tages wurden zudem noch der Flugplatz Bagram, das afghanische Innen- und Außenministerium sowie das Gebäude des Generalstabs besetzt, die zentrale Vermittlungsstelle in Kabul gesprengt und etliche Regierungsmitglieder verhaftet. Der Widerstand der regulären afghanischen Armeeeinheiten bei diesen Aktionen war meist gering. Die Gefechte dauerten noch bis zum folgenden Tag, danach ergab sich die afghanische Armee in Kabul.

## Folgen
Noch während der Erstürmung des Tajbeg-Palastes wurde eine zuvor aufgezeichnete Rede von Babrak Karmal im Radio verlesen, in der dieser angab, die Sowjetunion habe „Afghanistan von Amins Regime befreit“.
Die Sowjetunion erklärte, sie habe aufgrund des „Vertrages über Freundschaft, Kooperation und gute Nachbarschaft“, der noch von Präsident Taraki unterzeichnet worden war, handeln müssen. Die Exekution Amins sei auf Antrag des Afghanischen Revolutionskomitees durchgeführt worden. Dasselbe Komitee wählte später Babrak Karmal zum Präsidenten Afghanistans.
Die Operation setzte den Anfangspunkt des blutigen sowjetisch-afghanischen Krieges. Die mit hochspezialisierten Kräften vorgenommene Aktion war im Vergleich zu den nachfolgenden Operationen, die meist von überwiegend aus Wehrpflichtigen bestehenden Verbänden der Sowjetarmee durchgeführt wurden, ein voller Erfolg. Amins Regierung wurde aufgelöst und der von der Sowjetunion favorisierte Babrak Karmal als Präsident eingesetzt.
Die Aktion stieß auf heftige Gegenreaktionen sowohl in Afghanistan selbst als auch im Ausland. In Afghanistan kam unter der Bevölkerung schnell ein Gefühl der Fremdbesetzung auf, was viele junge Männer zu den Mudschaheddin trieb. Der Westen antwortete mit dem Boykott der Olympischen Sommerspiele 1980 in Moskau.
Der US-Präsident Jimmy Carter reagierte mit der Carter-Doktrin, die vorsah, dass alle Aktivitäten ausländischer Mächte in der Golf-Region als aggressive Akte gegen die Interessen der USA gesehen und entsprechend – auch militärisch – geahndet würden. Außerdem genehmigten er und sein Nachfolger Ronald Reagan das starke Engagement der CIA im sowjetisch-afghanischen Krieg.